# Antony Pappusamy
Antony Pappusamy (ur. 1 października 1949 w Marambady) – indyjski duchowny katolicki, arcybiskup Maduraj w latach 2014-2024. 

## Życiorys
Święcenia kapłańskie otrzymał 7 lipca 1976.

## Episkopat
5 listopada 1998 został mianowany biskupem pomocniczym archidiecezji Maduraj ze stolicą tytularną Zaba. Sakry biskupiej udzielił mu 4 lutego 1999 ówczesny metropolita Maduraj - arcybiskup Marianus Arokiasamy.
10 listopada 2003 został biskupem diecezji Dindigul.
26 lipca 2014 papież Franciszek mianował go arcybiskupem metropolitą Maduraj.
4 listopada 2024 papież Franciszek przyjął jego rezygnację z urzędu arcybiskupa metropolity Maduraj. 